# Pavao II. Drašković
Pavao II. Drašković (Veliki Bukovec, 6. travnja 1846. – Veliki Bukovec, 22. prosinca 1889.), hrvatski velikaš i grof iz hrvatske velikaške obitelji grofova Draškovića Trakošćanskih.
Rodio se u obitelji grofa Karla I. Draškovića († 1855.) i Elizabete Batthyány († 1882.). Od oca je naslijedio dvorac i posjede u Velikom Bukovcu, dok je njegov stariji brat, grof Ivan IX. naslijedio glavne obiteljske posjede sa sjedištem u dvorcu Trakošćan. Imao je i mlađu braću Josipa VI. i Jurja VII.
Godine 1874. oženio je plemkinju Mariju Festetić od Tolne (1850. – 1946.) s kojom je imao troje djece: Denisa (Dioniza) (1875. – 1919.), Elizabetu (1877. – 1941.) i Pavla III. (1884. – 1959.).